# Acianthera marumbyana
Acianthera marumbyana är en orkidéart som först beskrevs av Leslie Andrew Garay, och fick sitt nu gällande namn av Carlyle August Luer. Acianthera marumbyana ingår i släktet Acianthera och familjen orkidéer. Inga underarter finns listade i Catalogue of Life.